# Puracé-Coconuco
Puracé es un municipio de Colombia situado en el departamento del Cauca, su cabecera municipal es Coconuco; según el censo de 2018, tiene una población de 17 272 habitantes.

## Geografía
El municipio está situado a una altitud que oscila entre los 4700 y 1650 metros sobre el nivel del mar.
La mayor parte de su territorio es montañoso y su relieve corresponde a la cordillera central de los Andes. Se destaca la cadena volcánica conocida como Sierra Los Coconucos, que incluye, entre otros, los volcanes de Paletara, Purace, Piocollo y Quintin.

## Grupos étnicos
En el municipio se identifican tres cabildos indígenas pertenecientes a los resguardos de Coconuco, Purace y Paletara, los cuales forman parte de la etnia coconuco; el Territorio Indígena de Juan Tama, de la etnia páez, y un asentamiento del pueblo misak.

## División político-administrativa
Puracé es un municipio pluriétnico y multicultural, en el que conviven indígenas y mestizos. En la población indígena se encuentran los grupos étnicos kokonuco y nasa, ubicados en cuatro resguardos indígenas: Coconuco, Paletara, Purace y el Territorio Indígena de Juan Tama,situado en Santa Leticia.

## Historia
Los indígenas coconucos eran los habitantes del territorio a la llegada de los españoles. Formaba parte de la Confederación Pubenza y hablaban hasta comienzos del siglo XX una lengua propia estrechamnente relacionada con el guambiano y el totoró. La denominación Coconuco fue dada por los europeos al grupo de indígenas que habitaba la zona alta de la cordillera Central Andina. En épocas de la colonia la región estaba poblada por indígenas como los Pisso, Mazabuel, Escobar, Mompotes, Quira.
La región fue colonizada a mediados del siglo XVIII por blancos y mestizos provenientes del departamento del Cauca, así como por caminantes provenientes del eje cafetero, es por eso que se encontraban apellidos como Orozco, Rojas, Ordóñez, Castillo, Ruiz, Fernández, Muñoz, Prado (de origen Sefardie) Benites, Cerón, López, Concha (de origen ecuatoriano).
Puracé fue fundado por Tomás Cipriano de Mosquera el 1 de diciembre de 1840. Él recolectó un corto vocabulario de la lengua de Coconuco. En 1856 el territorio se convirtió en distrito y entró a formar parte de la provincia de Popayán hasta el año de 1892. Fue establecido como municipio en 1915. Posteriormente, según ordenanza N.º 30 del 18 de abril de 1936 la cabecera municipal se trasladó a Coconuco, regresando a Puracé en 1949 hasta que en el año de 1962 la cabecera se sitúa definitivamente en Coconuco.
A principios del año 1900, Purace era una prospera región, llena de cultivos, y grandes extenciones de trigo, papa, maíz, cebolla, legumbres y verduras, así como la cría de ganado vacuno y caballar, lo que la convirtió en una región autosuficiente y rica, pues sus pobladores disfrutaban de los dineros provenientes de la venta de excedentes agrícolas y bovinos a la capital del departamento, Popayán.
A mediados del siglo XX los mestizos empezaron a abandonar la región pues ya era tiempo de expandir su economía y fue así como Puracé fue quedando en manos de los indígenas, al punto que la población ahora es un reguardo.
El libro PUZNÁ EN LA MIRA del escritor Paulo Ladin Cerón Orozco, pese a ser una novela de ficción, se dice que describe las costumbres, las familias y algunos secretos ya perdidos en la tradición oral de las antiguas familias puraceñas.
De la época de la colonización surgieron familias muy destacadas dentro del ámbito regional y nacional, pues allí nacieron Antonino Orozco Fernández quien fue un líder de la población por casi 40 años, el médico Rafael Cerón Escobar, fundador de la compañía lechera COLANTA y uno de los 100 empresarios más importantes del siglo XX en Colombia y el periodista, escritor y crítico Silvio Cerón Escobar.

## Gastronomía
La gastronomía puraceña, era una mezcla de sabores que llegaron con los colonizadores de la región, así como de los viajeros que llegaron y se acentuaron o iban de paso, unidos a los sabores autóctonos que consumían los indígenas. Los amasijos y la cocina tradicional eran de gran calidad, preparados por aquellas matronas que recibieron las enseñanzas culinarias de generación en generación, destacándose los dulces preparados para las fiestas navideñas, los cuales eran repartidos entre las familias el 24 de diciembre y le llamaban “Bandeja de nochebuena”.

### Platos y bebidas
- Ají De Maní
- Ají De Piña
- Arepas de tiesto
- Arroz con Pollo
- Brevas en Almíbar
- Birimbí con Queso
- Caucharina
- Chicha de Maíz
- Chicha de Piña
- Chulquín
- Desamargado de Limón
- Dulce de Coco
- Dulce de Higuillo
- Dulce de Leche Cortado
- Dulce de Papaya
- Dulce de Piña
- Dulce de Tomate de Árbol
- Dulce Majarillo
- Dulce Manjar Blanco
- Empanadas de Pipían
- Encurtidos
- Lechona en Solo Carne Adobada
- Mantecadas de yuca
- Mazamorra Antioqueña
- Mazamorra de Mexicano
- Mote
- Pasteles de Arracacha
- Pasteles de choclo
- Ponqué
- Pringa Pata
- Queso en Hoja de Plátano
- Queso de Cabeza
- Rellena de Cerdo
- Rellena de Res
- Sancocho
- Sango Con Coles
- Sopa de Coles
- Sopa de Guineo Con Maní
- Sopa de Locro
- Sopa de Masitas
- Sopa de Choclo
- Sopa de Tortilla
- Tamales de Pipían
- Ternero Con Maní
- Tripaso Con Maní
- Ullucos con Maní

### Amasijos
- Acema de Dulce
- Acema de Sal
- Arepas
- Colaciones de Dulce
- Colaciones de Sal
- Cucas
- Envueltos de Maíz
- Envueltos de Colada
- Masas Fritas
- Hojaldras Navideñas
- Pan de Leche
- Pan de Sal
- Pandebono
- Pan Mollete
- Pandeyuca
- Quesadillas
- Rosquillas Navideñas

## Economía y servicios
Entre las actividades económicas se destaca la agricultura, los principales cultivos son el maíz y el fríjol, en menor escala se cultivan productos para el autoconsumo como el ulluco, el repollo y las habas, la minería (explotación de azufre), la ganadería y el comercio. Las actividades comerciales más destacadas en el municipio se originan de los productos agropecuarios y complementan su sistema económico con actividades laborales en los cultivos de flores. Los Coconuco son uno de los grupos indígenas que aún conservan la tradición de la minga como sistema de participación y trabajo colectivo en las labores agrícolas.
En cuanto a los servicios el municipio dispone de 2 centros de salud, un puesto de salud y 25 centros de atención de diferentes modalidades del Instituto Colombiano de Bienestar Familiar.
Tiene servicios de acueducto, energía eléctrica, telegrafía, correo nacional y una sucursal de la Caja Agraria. Para la difusión cultural y recreativa dispone de una biblioteca y algunos escenarios deportivos. El municipio cuenta con sitios de interés cultural y turístico como la estatuaria monolítica de Moscopán, el nacimiento del río Cauca y los termales de Pisimbalá, Quinta de Piedra y Coconucos. El territorio era habitado por indígenas coconucos.

## Geografía
Descripción física
Desde las coordenadas geográficas, Coconuco está localizada a los 02º 20' 53" de latitud norte y 76º 30' 03" de longitud oeste y ubicada a una altitud de 2850 m sobre el nivel del mar. La precipitación media anual del municipio corresponde a 1811 mm. La mayor parte del territorio es montañoso y su relieve corresponde a la cordillera Central.
Límites del municipio
El área municipal limita por el norte con Popayán y Totoró, por el este y el sur con el departamento del Huila y por el oeste con Sotará y Popayán.

## Clima
Sus tierras se distribuyen en el piso térmico frío y piso bioclimático páramo. La temperatura media es de 16 °C.
Hidrografía: Existen más de 50 lagunas y además cuatro de los más caudalosos ríos del país, Magdalena, Caquetá, Cauca y Patía, le dan meritoriamente el calificativo de estrella hidrográfica.

## Ecología

### Flora

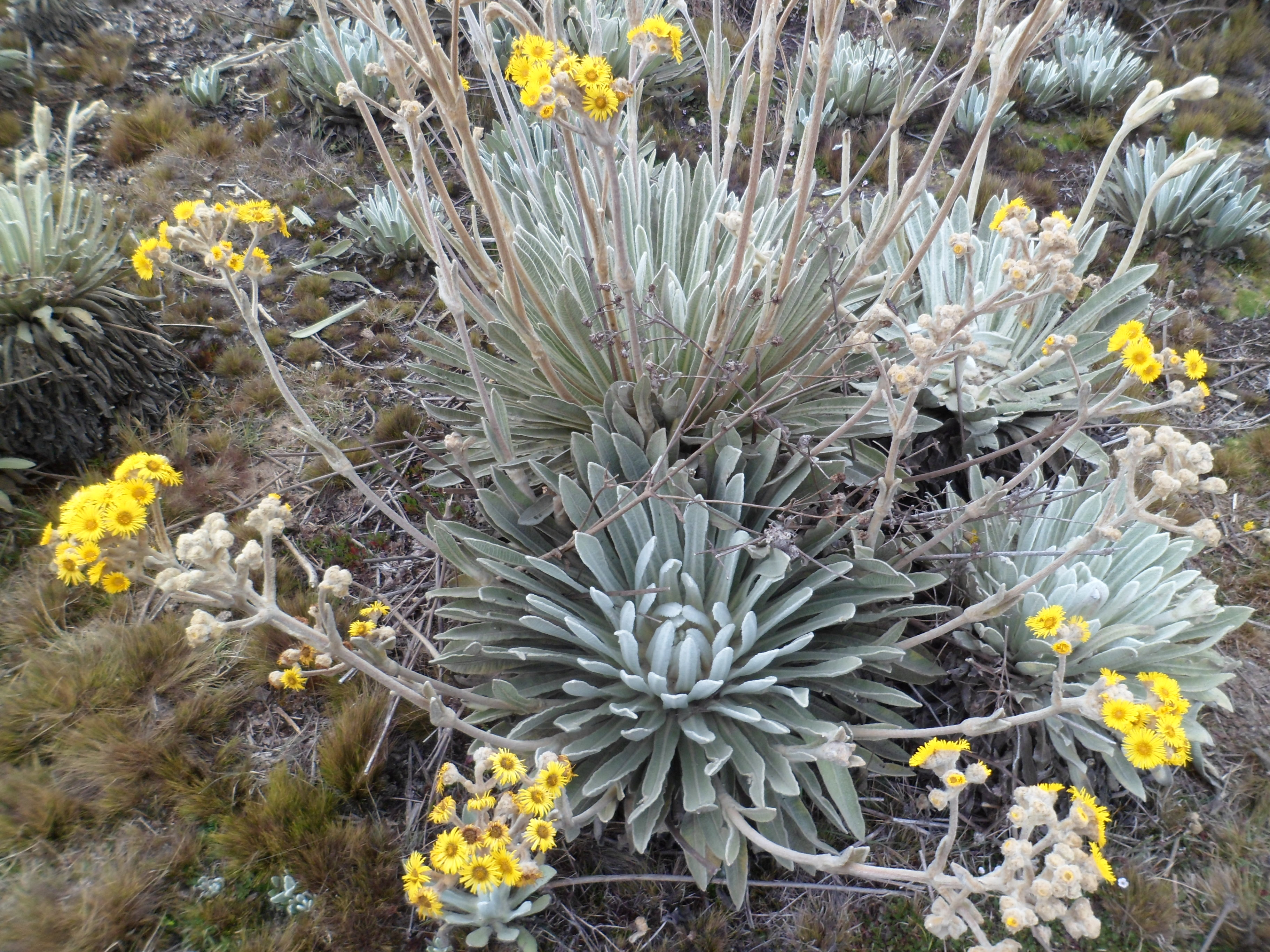
Lupinus puracensis

Entre la vegetación se destacan los bosques achaparrados, orquídeas, pajonales, chusques, frailejonales, musgos, arbustos, líquenes, y numerosas especies de orquídeas. La variedad en la flora depende totalmente de sus cuatro biomas: selva húmeda, páramo, superpáramo y nival.

### Fauna
La fauna en esta área es muy rica y variada. Uno de los aspectos importantes del municipio es que el parque natural Nacional de Puracé, principal atractivo de la región, sirve como lugar de protección y albergue de mamíferos en vía de extinción, tales como el oso de anteojos y el venado conejo. En las zonas de alta vegetación encontramos mamíferos como el Venado Conejo, el Venado Rojo, la Danta, el Oso de Anteojos, el Armadillo, el Mono Aullador y la Ardilla; aves como el Loro Orejiamarillo, la Cotorra, el Colibrí, la Pava Colorada y la Pava Mora. El área posee más de 150 especies de aves, entre ellas el Cóndor de los Andes.

## Lugares de interés
Los principales lugares de interés son el Parque nacional natural Puracé, donde también encontramos el volcán Puracé uno de los mayores atractivos del departamento del Cauca, la estatuaria monolítica de Moscopán, los termales de Pisimbalá y el nacimiento del río Cauca, Laguna de san Rafael, Valle de los Frailejones, Cascadas de Bedón y San Nicolás, cueva de los Guácharos, termales de San Juan, centro de visitantes san Juan.
Otra importante atracción turística localizada en la cabecera municipal, Coconuco, son los afloramientos de aguas termales conocidos por las numerosas propiedades medicinales; las más visitadas por propios y extranjeros son: Agua Tibia y Agua Hirviendo

## Fiestas
- De Baile bambuco
- San Pedro y San Pablo -Coconuco
- San Miguel Arcángel - Puracé 29 de septiembre.
- Fiestas patronales del 29 de junio.

## Galería de imágenes
En: http://www.flickr.com/photos/eqn/

## Videos
- Cauca, destino turístico encantador. http://www.youtube.com/watch?v=93LDga6E4Vo
- Lugar turístico: http://www.youtube.com/watch?v=6ss4SDiZnSQ